# Suriname Powerlifting Federatie
De Suriname Powerlifting Federatie (SPF) is de Surinaamse sportbond.
De SPF werd is in 2019 opgericht toen de powerlifting uit de Surinaamse Bodybuilding en Weightlifting Bond werd overgedragen naar deze nieuwe bond. Aanvankelijk was de naam nog Suriname Powerlifting & Strongman Federation (SPSF).
Sinds de toelating tot de International Powerlifting Federation (IPF) in 2022 kunnen leden op internationale wedstrijden uitkomen. De organisatie streeft na meer bekendheid te geven aan de krachtsport, die bestaat uit deadlift, squat en bankdrukken. De voorzitter is in 2022 Randall Kariodimedjo die Suriname meermaals vertegenwoordigde in het buitenland. Ook de andere bestuursleden komen grotendeels uit de powerliftingsport voort. De bond heeft sinds 2023 de erkenning van de Surinaamse overheid.